# Eisenbahnunfall im Gare de Lyon

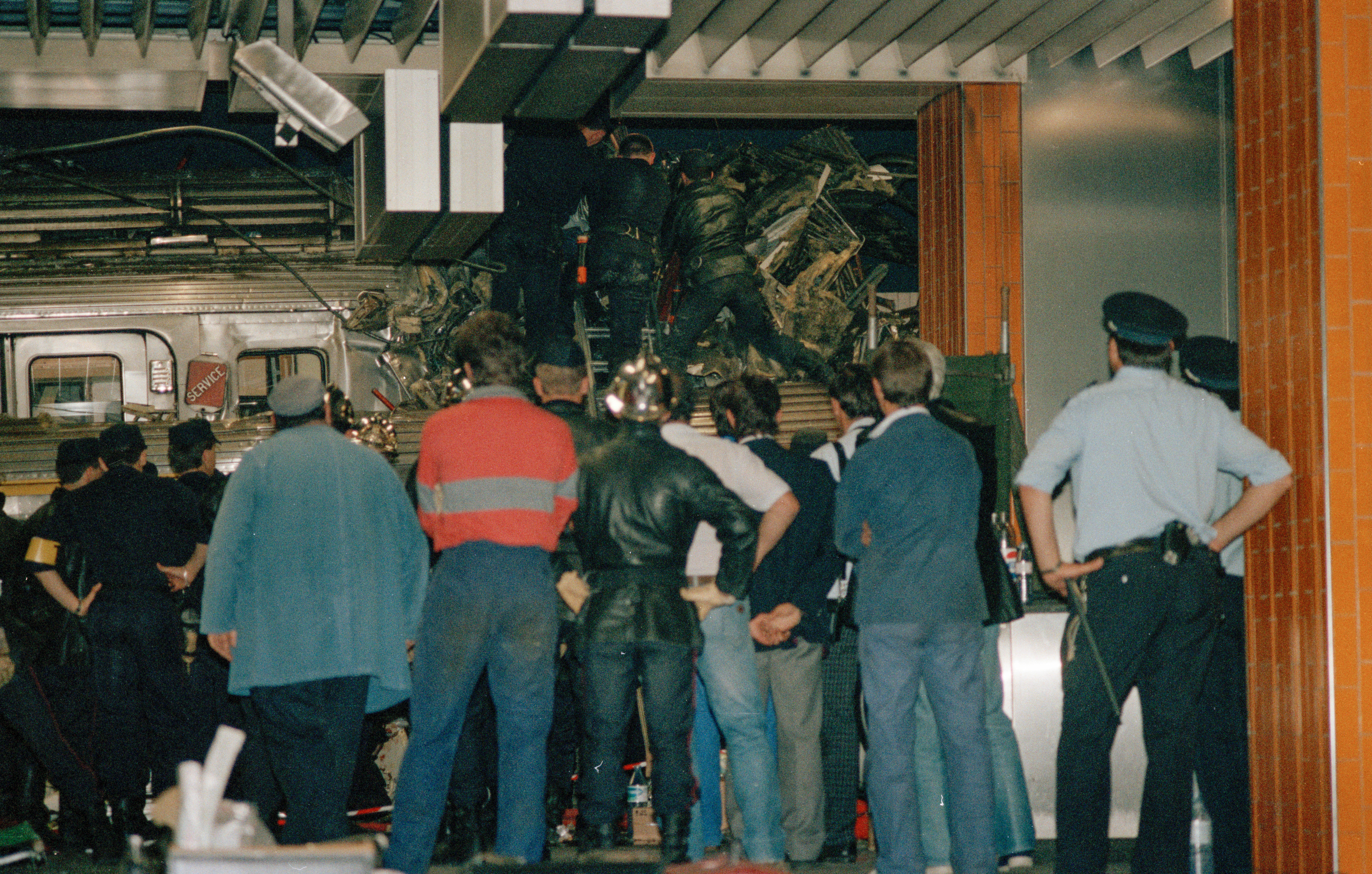
Feuerwehrleute beim Einsatz an der Unfallstelle

Der Eisenbahnunfall im Gare de Lyon war der Auffahrunfall eines Nahverkehrszuges, dessen Bremse versehentlich außer Funktion gesetzt worden war, auf einen im Tiefbahnhof des Gare de Lyon in Paris stehenden zweiten Nahverkehrszug am 27. Juni 1988 um 19:09 Uhr. 56 Menschen starben.

## Ausgangssituation

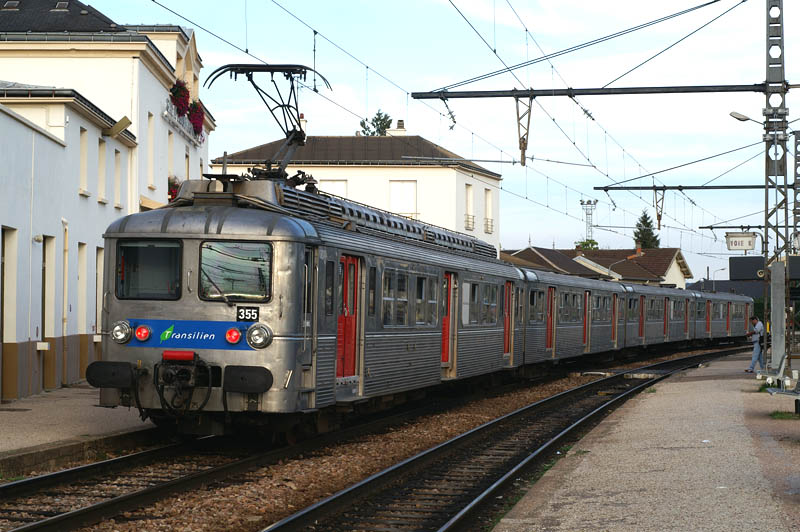
Ein Triebzug der Baureihe Z 5300, baugleich mit den Zügen, die in den Unfall verwickelt waren

Der Gare de Lyon ist ein Kopfbahnhof und hat einen Tiefbahnhof mit vier Gleisen, der dem Vorortverkehr dient. Von Gleis 2 hätte der Triebfahrzeugführer André Tanguy um 19:04 mit dem Nahverkehrszug Nr. 153951, einem Triebzug des Typs Z 5300, nach Melun abfahren sollen. Sein Zugführer hatte sich jedoch verspätet, so dass er fünf Minuten später immer noch am Bahnsteig stand. Das führte dazu, dass immer mehr Reisende zustiegen. Das vorderste Fahrzeug des Triebzugs stand genau auf Höhe der Zugangstreppe zum Bahnsteig, so dass der Zug hier besonders voll wurde.
Ein zweiter Zug, Nr. 153944, war von Melun (Abfahrt 17:38 Uhr) nach Paris unterwegs. Er bestand aus zwei viergliedrigen Garnituren desselben Typs Z 5300. Diese Fahrzeuge haben zum einen eine Druckluftbremse, zum anderen eine elektrische Bremse, die den Verschleiß der Bremsbeläge beim Bremsen bei hoher Geschwindigkeit mindern soll. Die elektrische Bremse wurde jedoch von den Triebfahrzeugführern ungern genutzt, da ihr Einsatz zusammen mit der Druckluftbremse die Räder blockieren konnte.
Kurz vor dem 27. Juni 1988 hatte der Wechsel auf den Sommerfahrplan stattgefunden. Einer Reisenden, einer 21-jährigen alleinerziehenden Mutter, war entgangen, dass der Zug nun nicht mehr am Bahnhof Le Vert de Maisons hielt. Um ihre Kinder rechtzeitig von der Schule abholen zu können, betätigte sie dort um 18:36 Uhr die Notbremse, stieg aus und verließ anschließend zügig den Bahnhof.

## Unfallhergang

### Geschehen im Bahnhof Le Vert de Maisons

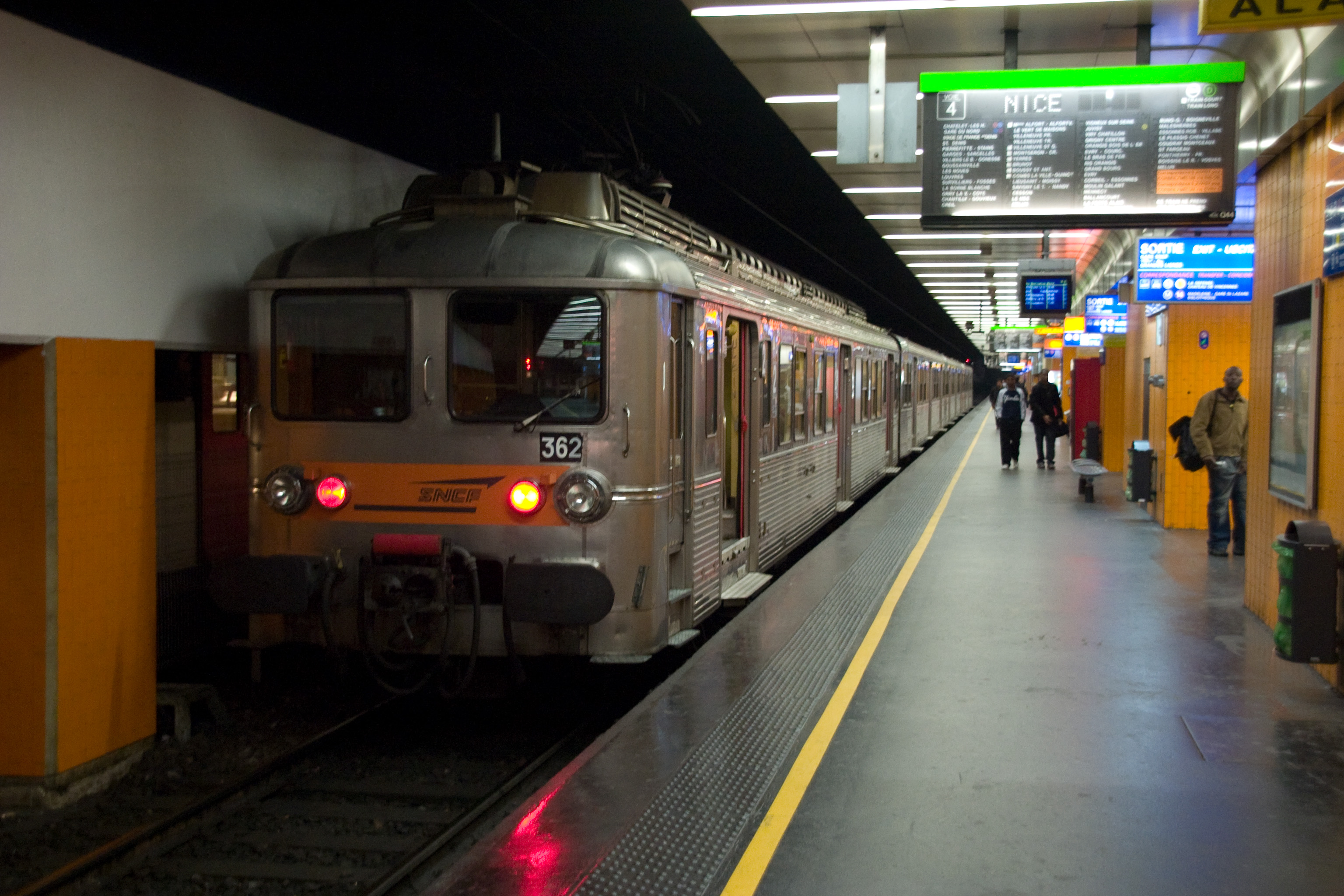
Gleis 2 des Tiefbahnhofs unter dem Gare de Lyon mit einem Triebzug der Baureihe Z 5300

Der Triebfahrzeugführer musste nach dem Halt das geöffnete Notbremsventil im Zug suchen und schließen. Durch das Zischen der entweichenden Druckluft konnte er das betroffene Ventil zwischen dem vorderen Triebwagen und dem ersten Mittelwagen finden. Da der Rückstellhebel klemmte, suchte der Triebfahrzeugführer zusätzlichen Halt. Dabei schloss er versehentlich und unbemerkt den benachbarten Absperrhahn der Hauptluftleitung. Da der hintere Teil des Zuges somit von der Druckluftversorgung getrennt war, hörte das Notbremsventil des zweiten Wagens auf zu zischen und er glaubte, es erfolgreich geschlossen zu haben.
Durch die nun unterbrochene Hauptluftleitung konnte der Triebfahrzeugführer die noch angelegten Bremsen der hinteren sieben Wagen nicht lösen. Er hätte jetzt vorschriftsgemäß einen Techniker rufen müssen, der den Fehler vermutlich erkannt hätte. Das Herbeirufen eines Technikers hätte jedoch viel Zeit in Anspruch genommen und der Triebfahrzeugführer wollte sich nicht weiter verspäten: Er versuchte, das Problem selbst zu lösen.
Er nahm fälschlicherweise an, dass die Bremsen wegen einer Überladung der Steuerventile nicht lösten, was nach dem Aufheben einer Notbremsung geschehen kann. Deshalb lief er auf der einen Seite des Zuges entlang und entlüftete an allen sieben hinteren Fahrzeugen die Bremsanlagen. Der Zugführer tat das Gleiche auf der anderen Seite des Zuges. Dadurch lösten sich die Bremsen. Die entlüfteten Bremsanlagen hätten nun mit dem korrekten Druck wieder gefüllt werden müssen; durch die geschlossene Hauptluftleitung geschah dies nicht und die Bremsen waren fortan funktionslos. Nur die Bremsen des vorderen Triebwagens selbst, und damit nur ein Achtel der üblichen Bremsleistung, standen noch zur Verfügung.
Da die Bremsanlage des vorderen Triebwagens nicht beeinträchtigt war, zeigten die Manometer im Führerstand normale Werte und der Triebfahrzeugführer glaubte, dass alles in Ordnung sei. Der Zustand der Bremsen hinten im Zug wurde im Führerstand nicht angezeigt. Der Triebfahrzeugführer verzichtete entgegen der Vorschriften darauf, vor der Abfahrt eine Bremsprobe durchzuführen, wobei er die nicht funktionierenden Bremsen bemerkt hätte.
Während des fast halbstündigen Aufenthalts im Bahnhof hatten einige Reisende den Zug bereits verlassen, um ihre Ziele anders zu erreichen. Dies reduzierte die Zahl der später Geschädigten.

### Fahrt zum Gare de Lyon
Um 19:02 Uhr fuhr der Zug mit erheblicher Verspätung von 26 Minuten wieder an und der Triebfahrzeugführer sprach per Zugfunk mit der Zugleitstelle. Diese wies ihn an, den letzten fahrplanmäßigen Halt vor dem Gare de Lyon, Maisons-Alfort, auszulassen, um etwas von der Verspätung aufzuholen und andere Züge nicht zu behindern. Dieser Bahnhof liegt 6,5 km vor dem Gare de Lyon in ebenem Gelände. Hätte der Triebfahrzeugführer versucht, hier zu halten, hätte er die fehlende Bremskraft bemerkt. Der Zug hätte dann mit der verbliebenen Bremskraft angehalten werden können.
1,5 km vor dem Gare de Lyon zeigte ein Signal „Langsamfahrt erwarten“ und der Triebfahrzeugführer bremste. Er merkte, dass die Bremse nicht ordnungsgemäß arbeitete. Mit der nur in Bruchteilen verfügbaren Bremskraft konnte er den Zug nur von 96 auf 45 km/h abbremsen. Dann erreichte er die Rampe, die mit 43 ‰ zum Tiefbahnhof des Gare de Lyon abfällt. Nun überwog die Schwerkraft gegenüber der verbliebenen Bremskraft und der Zug beschleunigte. Um 19:07:30 Uhr teilte der Triebfahrzeugführer der Zugleitstelle mit, dass er keine funktionsfähigen Bremsen habe. Die löste einen allgemeinen Alarm im zuständigen Stellwerk und den Führerständen der Züge im Umfeld von etwa 10 km aus. In der Eile unterliefen dem Triebfahrzeugführer nun zwei verhängnisvolle Fehler:
- Bei der Mitteilung an das Stellwerk vergaß er anzugeben, von welchem Zug aus er sich meldete und
- er vergaß die selten genutzte elektrische Bremse und schaltete sie nicht ein. Nach späteren Berechnungen hätte sie einen erheblichen Teil der Energie des Zuges absorbiert und es hätte bei ihrem Einsatz nur einen leichten Aufprall gegeben.

Andererseits rettete der Triebfahrzeugführer nun vielen Fahrgästen das Leben, indem er den Führerstand verließ und sie in den letzten Wagen brachte. Sie waren so auf den Aufprall vorbereitet und an der relativ sichersten Stelle im Zug. Keiner dieser Reisenden wurde schwer verletzt.

### Im Gare de Lyon
Die Weichen in der Einfahrt zum Tiefbahnhof des Gare de Lyon waren so programmiert, dass ein Zug automatisch einen freien Bahnsteig anfuhr. Anders als in Deutschland ist es in Frankreich nicht üblich, einem Zug im Fahrplan ein Gleis zuzuweisen. Dies wird normalerweise je nach Verkehrslage flexibel entschieden. Nachdem im Stellwerk, das für den Tiefbahnhof zuständig war, der Notruf einging, stellte dessen Fahrdienstleiter mit einem Notschalter alle Signale auf „Halt“. Dadurch wurde aber auch die Automatik außer Kraft gesetzt, die einem einfahrenden Zug automatisch einen freien Bahnsteig zuwies. Diese Schaltung sollte bewirken, dass die Mitarbeiter auf dem Stellwerk im Notfall die volle Verfügung über die Gleisanlagen haben sollten.
Vorgesehenes Verfahren bei einem außer Kontrolle geratenen Zug war es, ihn auf ein freies Gleis zu leiten. Da der Triebfahrzeugführer des Zuges aus Melun aber vergessen hatte, seinen Namen oder den Zug zu nennen, kamen für den Fahrdienstleiter vier Züge als möglicherweise außer Kontrolle geraten in Frage, die alle auf den Gare de Lyon zufuhren. Der Triebfahrzeugführer des Zuges aus Melun war für den Fahrdienstleiter auch nicht mehr erreichbar, da er damit begonnen hatte, die Reisenden seines Zuges in den hinteren Zugteil zu evakuieren.
Dadurch, dass nun alle Signale „Halt“ zeigten, blieben alle anderen Züge stehen. Deren Triebfahrzeugführer versuchten nun, den Fahrdienstleiter zu erreichen. Die Flut von Anrufen in den wenigen verbleibenden Sekunden hinderte den Fahrdienstleiter, den Problemzug zu identifizieren.
Da alle Voreinstellungen für die Fahrstraßen gelöscht waren, wurden auch die Weichen für den Zug aus Melun nicht wie programmiert gestellt, sondern blieben in der Stellung liegen, die sie eingenommen hatten, als das Notfallprogramm in Kraft gesetzt wurde. Damit befand sich der Zug aus Melun auf Kollisionskurs zu dem mit leichter Verspätung noch am Bahnsteig stehenden Zug. Dessen Zugführer war inzwischen erschienen, das Ausfahrtsignal für den Zug zeigte jedoch „Halt“ – wie alle anderen Signale im Bahnhof. Wäre der Zug aus Melun in das ursprünglich vorgesehene, freie Gleis gefahren, hätte das zu einer Prellbocküberfahrt geführt. Der Zug wäre dann zwar beschädigt worden, er hätte aber den zweiten Zug nicht getroffen und es wären erheblich weniger Menschen verletzt oder getötet worden.
Erst 30 Sekunden vor dem Aufprall war für das Stellwerk klar, bei welchem Zug das Bremsproblem aufgetreten war und dass der außer Kontrolle geratene Zug in das belegte Gleis einfuhr. Über die Lautsprecher des Bahnsteigs forderte das Stellwerk die Reisenden auf, den Zug zu verlassen. Triebfahrzeugführer André Tanguy hörte dies und forderte nun seinerseits über die Sprechanlage des Zuges die Fahrgäste wiederholt auf, den Zug sofort zu verlassen. Als er den auf ihn zukommenden Zug sah, blieb er gleichwohl am Mikrofon und wiederholte seine Warnung. Er rettete damit vielen Fahrgästen das Leben. Tanguy selbst überlebte den Aufprall nicht.

## Folgen

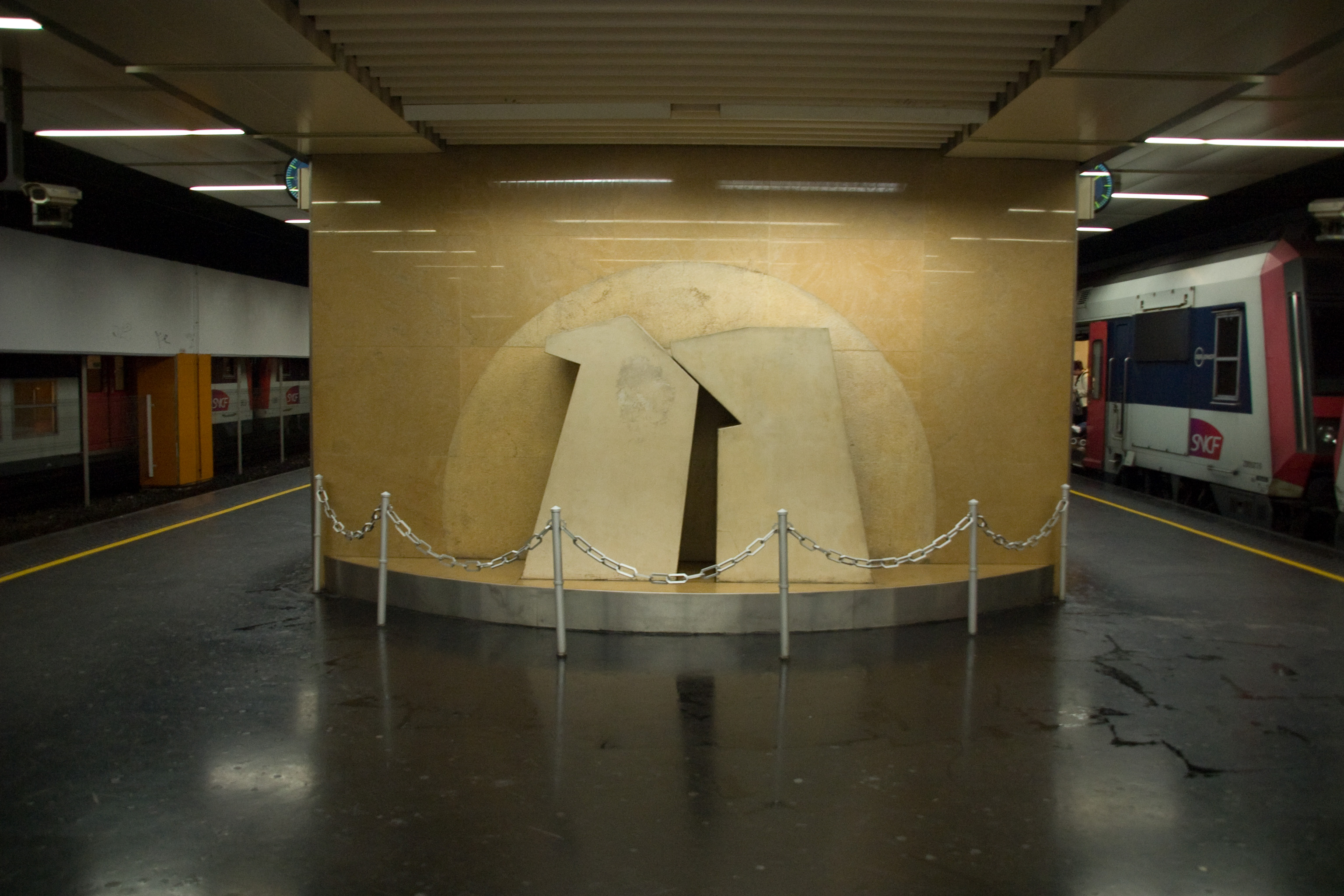
Auf dem Bahnsteig B wurde für die Opfer des Unglücks im unterirdischen Gare de Lyon ein Denkmal errichtet

### Unfallort
Mit über 70 km/h prallte der einfahrende auf den im Bahnhof stehenden Zug um 19:09 Uhr auf. Dieser wurde gegen die Rückwand und in sich 30 Meter zusammengedrückt. Die jeweils ersten Fahrzeuge der Züge schoben sich ineinander und weitere des stehenden Zuges wurden zerstört. Nur ganz wenige derer, die den Wagen noch nicht verlassen hatten, überlebten. Bei dem Unfall starben 56 Menschen, 57 wurden darüber hinaus verletzt.
Die ersten Rettungskräfte trafen um 19:20 ein. Einige Verletzte konnten nur durch Amputation von Gliedmaßen rechtzeitig aus den Trümmern geborgen werden. Personal und Reisende des Zuges aus Melun, die bei dem Unfall im hinteren Zugteil versammelt waren, kamen mit leichten Verletzungen davon.
Am Bahnsteig B des Tiefbahnhofs wurde später ein Denkmal errichtet und jedes Jahr findet für Überlebende und Hinterbliebene eine Gedenkfeier im Bahnhof statt.

### Ermittlungen
Anfänglich wurde auch ein Terror- oder Sabotageakt für möglich gehalten, da es in den sieben Jahren zuvor mehrere Anschläge auf Züge gegeben hatte.
Die Untersuchungskommission kam zu folgenden Schlüssen:
- Hauptursache für den Unfall war das Fehlverhalten des Triebfahrzeugführers des Zuges von Melun.
- Der Hebel, mit dem die Bremsleitung abzusperren war, war zu leicht umzustellen.
- Der Bahnfunk war zu kompliziert und die Triebfahrzeugführer hätten dafür besser ausgebildet werden müssen.
- Das Notprogramm müsse so umgestaltet werden, dass alle Signale „Halt“ zeigen, ohne dass die automatische Zugleitung entfällt.

### Technische Konsequenzen
In der Folge wurde in den Zügen eine dauerhafte Notbremsüberbrückung installiert, das heißt, dass der Reisende durch das Ziehen der Notbremse nur den Triebfahrzeugführer alarmiert, der dann die Bremsung auslöst. In Kopfbahnhöfen wurden hoch absorbierende Prellböcke installiert. Die Ausbildung der Triebfahrzeugführer wurde verbessert, das Funksystem modernisiert.

### Gerichtsverfahren
Die Reisende, die in Vert de Maisons die Notbremse betätigt hatte, meldete sich nach einem Aufruf in den Medien am Tag nach dem Unglück. Gegen sie wurde ebenso wie gegen den Triebfahrzeugführer, den Zugführer und die Mitarbeiter auf dem Stellwerk ein Strafverfahren eingeleitet. Erstinstanzlich wurde der Triebfahrzeugführer wegen fahrlässiger Tötung zu einer vierjährigen Freiheitsstrafe verurteilt. Der Zugführer erhielt sechs Monate Freiheitsstrafe auf Bewährung, die Reisende, die die Notbremse betätigt hatte, und die Mitarbeiter des Stellwerks Geldstrafen. Das Urteil löste am Folgetag einen Streik bei der SNCF aus.
Der zweitinstanzliche Prozess vor dem Appellationsgericht endete mit einer Strafe von sechs Monaten Gefängnis mit Bewährung für den Triebfahrzeugführer und einer Geldstrafe für die Reisende, die die Notbremse gezogen hatte. Alle anderen wurden freigesprochen.

## Vergleichbare Unglücke
In seinen hauptsächlichen Ursachen gleicht das Unglück dem späteren Eisenbahnunfall von Dürrenast aus dem Jahr 2006.